# Analiza log-liniowa
Analiza logarytmiczno-liniowa (ang. log-linear analysis) – procedura statystyczna służąca do badania związków łączących więcej niż dwie zmienne jakościowe (czyli zmienne, których pomiar został dokonany na skali nominalnej lub porządkowej). Może być wykorzystywana zarówno do testowania hipotez statystycznych (pełni wtedy funkcję podobną do testu statystycznego) oraz do budowania modeli statystycznych (zbliżona jest wtedy do analizy regresji).

## Podobieństwo do analizy regresji liniowej
Analiza regresji jest zazwyczaj stosowana do zmiennych, których pomiar został dokonany na skali przedziałowej lub ilorazowej. Jeżeli zmienna zależna przyjmuje tylko dwie wartości, to wpływ zmiennych niezależnych może być zinterpretowany jako zwiększanie lub zmniejszanie prawdopodobieństwa tego, że zmienna zależna przybierze pożądaną wartość (co może być wyrażone na przedziale od 0 do 1). Analogiczny zabieg jest stosowany w odniesieniu do analizy log-liniowej, przy czym przedmiotem analizy jest wpływ predyktorów (zmiennych niezależnych) na iloraz szans (który jest wyrażany w przedziale od 0 do ∞) przynależności do określonej kategorii. Iloraz szans jest obliczany jako stosunek przypadków należących do danej kategorii do liczby przypadków braku owej przynależności.

## Uogólnione modele log-liniowe i modele logitowe
W literaturze naukowej wyróżnia się dwa podstawowe modele log-liniowe: uogólniony model log-liniowy (w ramach którego nie rozróżnia się zmiennych niezależnych i zależnych) oraz model logitowy (w którym została określona przynajmniej jedna zmienna zależna). Model logitowy, ze względu na jednoznaczne określenie zmiennych niezależnych i zmiennej zależnej, jest podobny do analizy regresji liniowej.